# Alice Hughes
Alice Hughes, nata Alice Mary Hughes (Notting Hill, 31 agosto 1857 – Worthing, 4 aprile 1939) è stata una fotografa britannica, ritrattista londinese, specializzata nelle immagini di alta moda di donne e bambini.

## Biografia
Figlia maggiore del pittore ritrattista Edward Hughes (1832–1908), studiò fotografia al Politecnico di Londra, poi ribattezzato University of East London. Nel 1891 aprì un proprio studio fotografico accanto a quello del padre che già era riconosciuto come ritrattista dell'alta società londinese. Così nel 1893 ebbe modo di fare il ritratto alla principessa Maud.
Tra la fine del secolo e l'inizio della prima guerra mondiale ebbe molto successo, tanto da arrivare ad impiegare fino a 60 donne nel suo atelier e, poco prima dello scoppio della guerra, aprendone uno anche a Berlino, ma fu costretta a chiuderlo. La sua clientela era l'alta moda inglese, i reali, i rappresentanti della buona borghesia londinese, ma solo donne e bambini poiché si rifiutava di fotografare uomini. Le sue stampe al platino furono particolarmente eleganti e rinomate, con un suo stile che la distinse, "fondendo le convenzioni della ritrattistica di società con i toni freschi e monocromatici dell'incisione su platino".
Dal 1898 al 1909 contribuì con diverse centinaia di ritratti alla rivista settimanale patinata, rilegata, di moda, golf, corse di cavalli e case signorili Country Life.
Il nuovo studio che aprì nel 1915 a Londra però non ebbe successo anche se lo mantenne fino al 1933, quando si ritirò a Worthing, dove morì nel locale ospedale. Nel 1910 aveva venduto 50 000 ritratti alla società Speaight Ltd.

## Galleria d'immagini

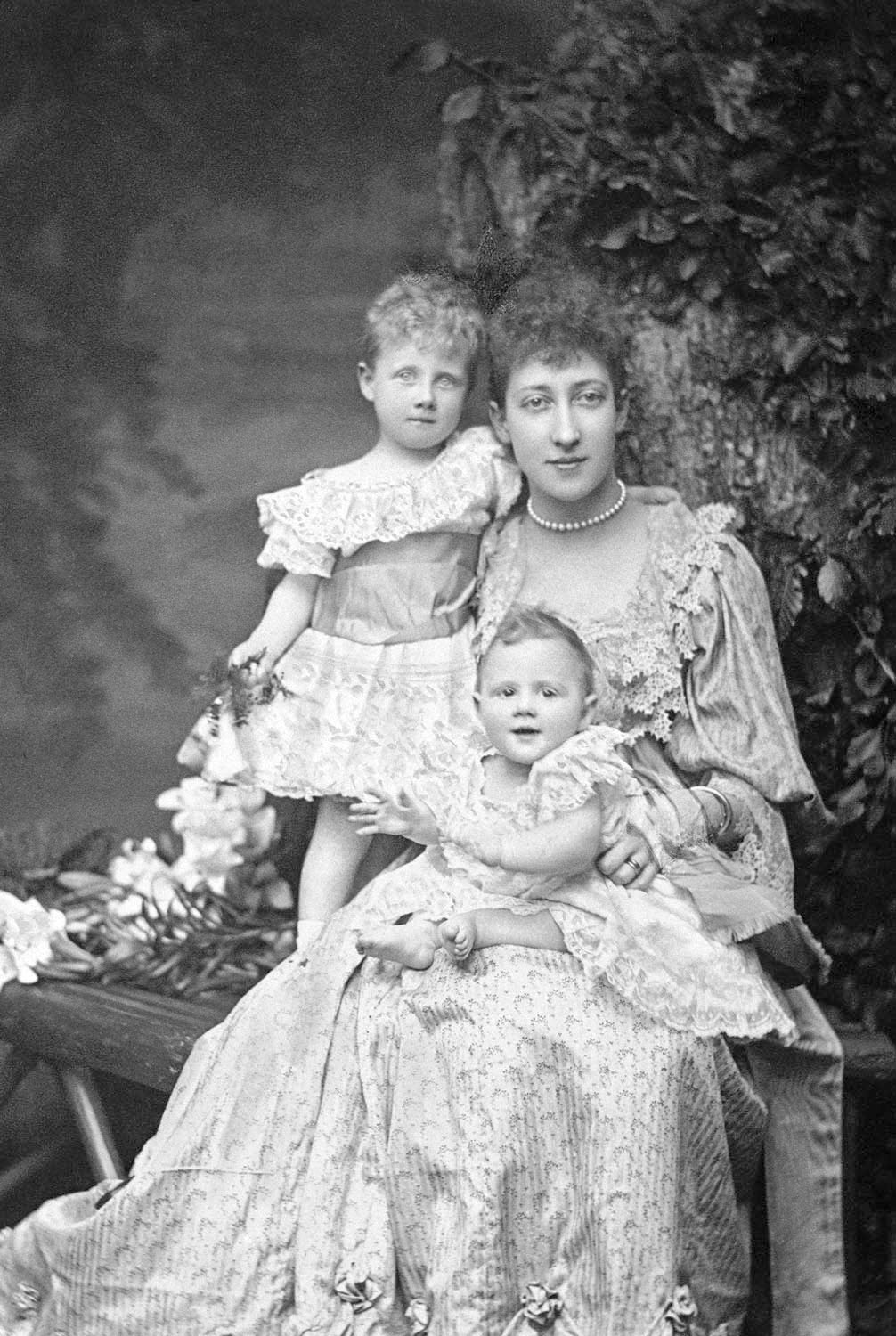
la principessa Louise con i suoi figli, 1894
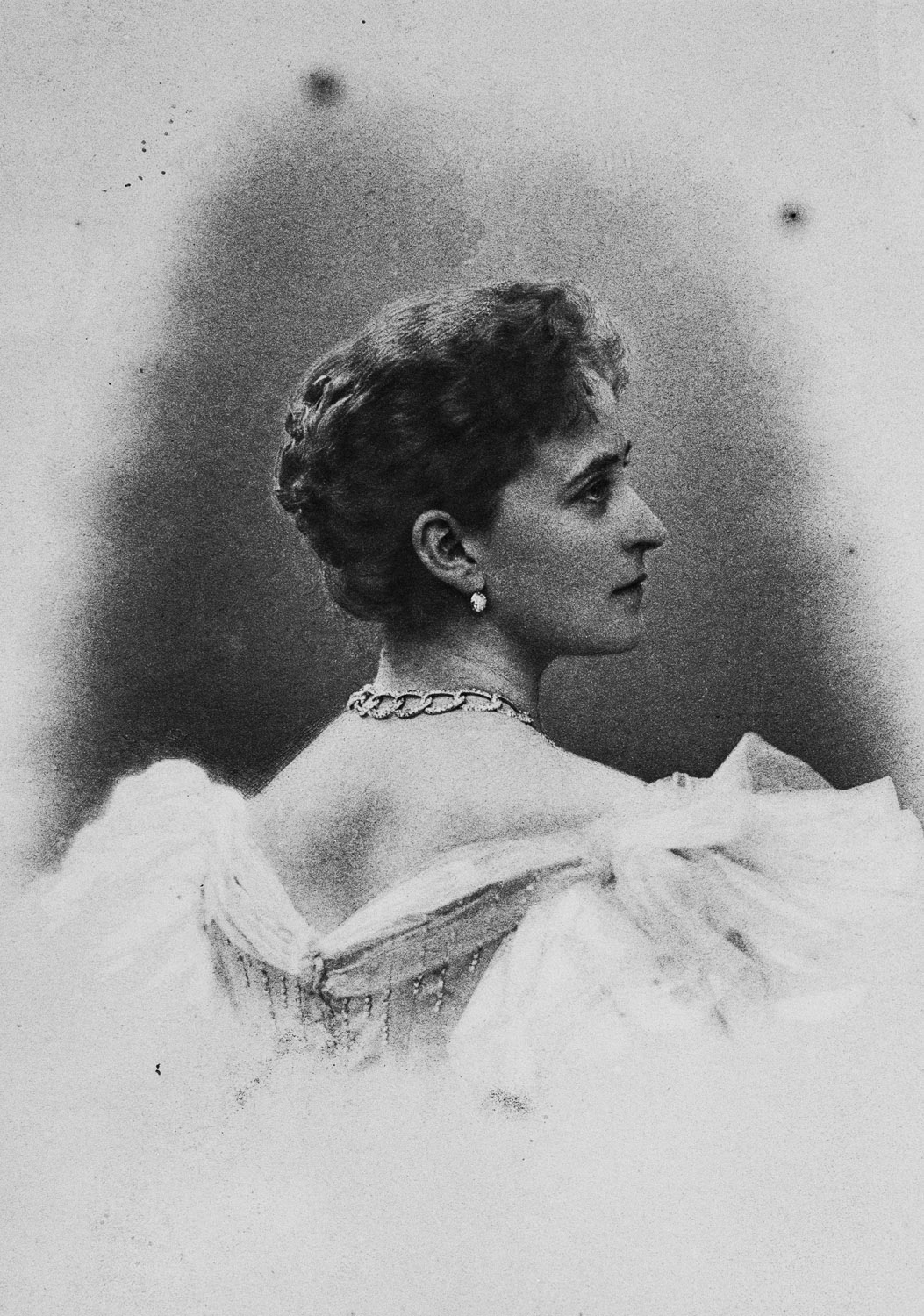
la granduchessa Elisabetta d'Assia-Darmstadt, 1897
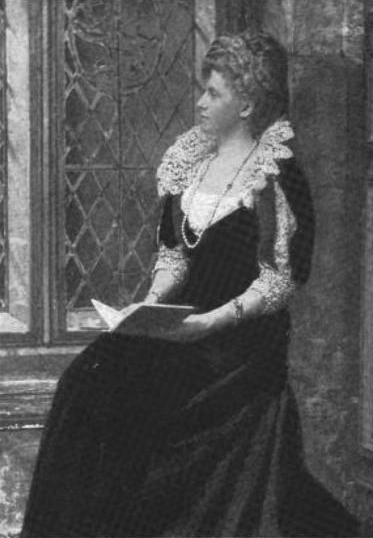
Lady Blanche Maynard (1864–1945), 1901
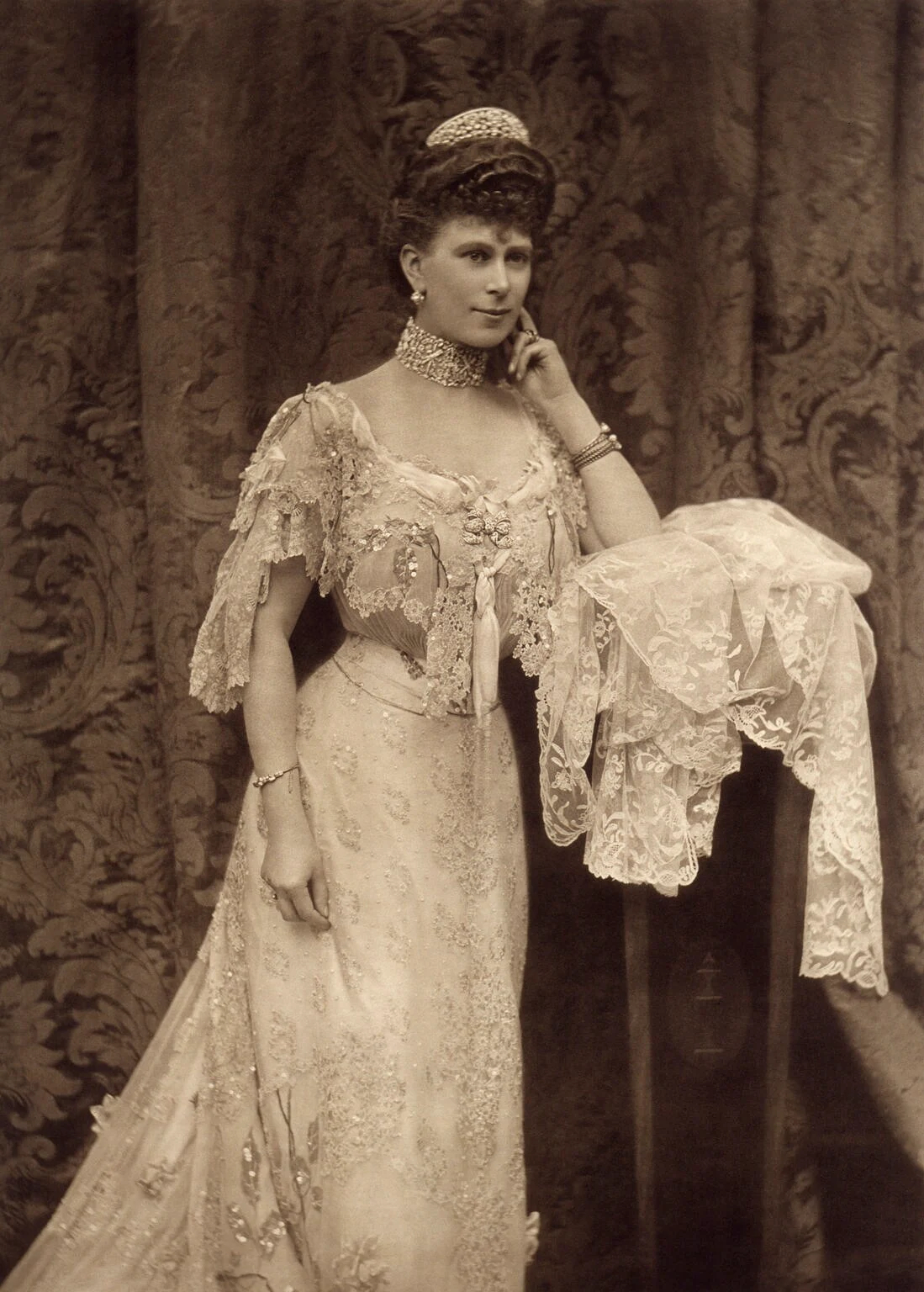
la regina Maria, 1905
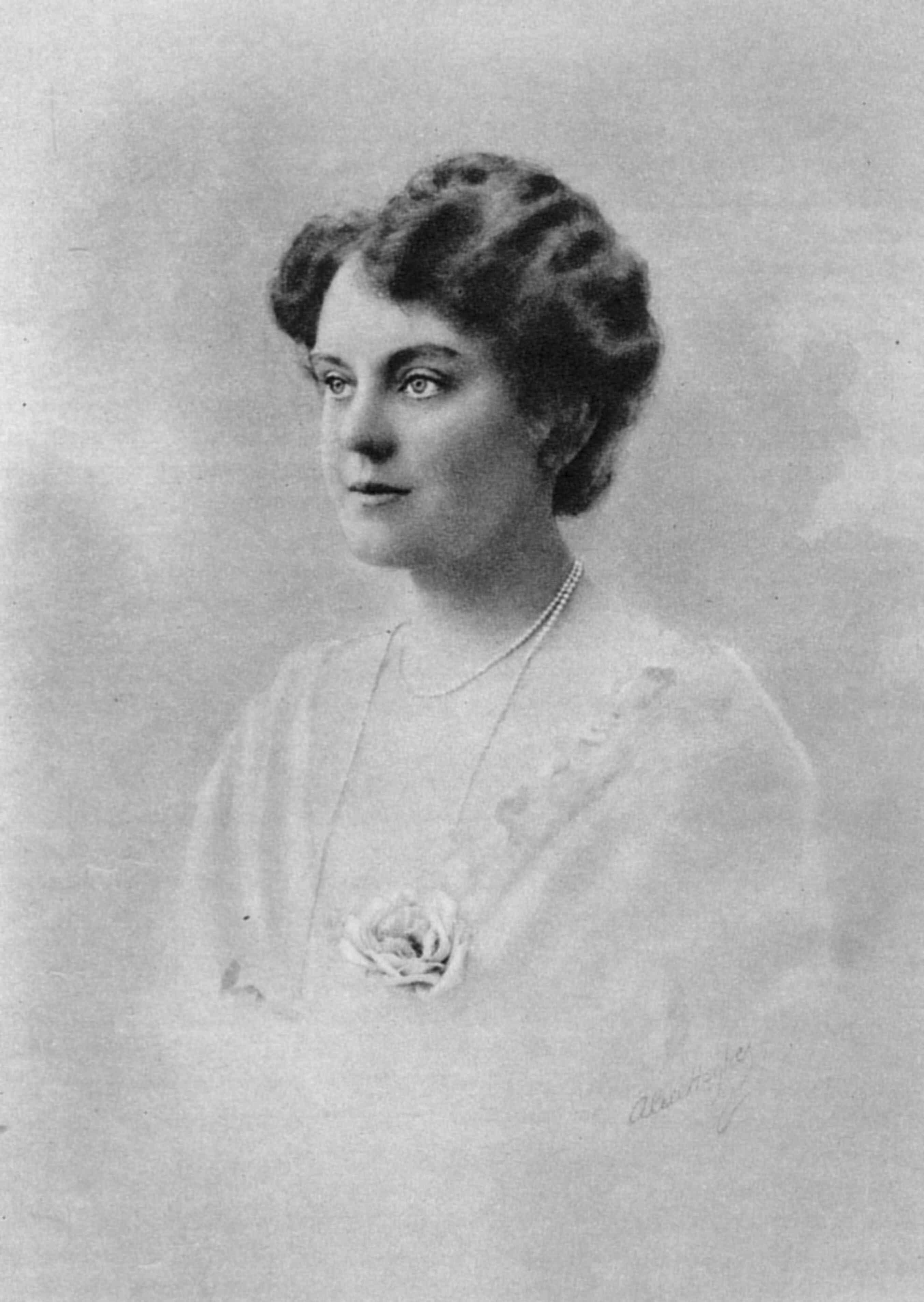
Lady Florence Gwendoline Jellicoe, 1917